# Coleophora karischella
Coleophora karischella is een vlinder uit de familie kokermotten (Coleophoridae). De wetenschappelijke naam van deze soort is voor het eerst geldig gepubliceerd in 2011 door Giorgio Baldizzone & Hugo van der Wolf.

## Type
- holotype: "male, 23.II.1995. leg. van der Wolf"
- instituut: ZMHU, Berlijn, Duitsland
- typelocatie: "RSA, Cape Province, 23 km. N Oudtshoorn, Cango Mtn. Resort"

De soort komt voor in het Afrotropisch gebied.